# Krishnapatnam Port
Krishnapatnam Port är en hamn i Indien.   Den ligger i distriktet Nellore och delstaten Andhra Pradesh, i den södra delen av landet, 1 600 km söder om huvudstaden New Delhi. Krishnapatnam Port ligger 3 meter över havet.  Närmaste större samhälle är Krīshnāpatnam, 3,7 km norr om Krishnapatnam Port. Omgivningarna runt Krishnapatnam Port är en mosaik av jordbruksmark och naturlig växtlighet.